# هرمزد الراهب
هرمزد الراهب مؤسس الرهبانية الأنطونية الهرمزدية الكلدانية في بيت لافاط ( شيراز ) من مقاطعة الأهواز في أواخر القرن السادس الميلادي، من أبوين شريفين هما يوسف وتقلا.
دخل المدرسة في مدينته وعمره اثنتا عشرة سنة، وتلقى مبادئ العلوم الدينية واللغوية، ونبغ في علوم الكتاب المقدس التي كانت تستهويه، وفي العشرين من عمره شعر برغبة قوية في الانقطاع إلى حياة التنسك والزهد، فعزم أولاً على زيارة الأماكن المقدسة، فترك ذويه ورحل صوب فلسطين وبعد مسيرة سبعة وثلاثين يوماً وصل مدينة ( حالا ) الواقعة بين نهري رادان و ديالى (نهر) ، وهناك صادف ثلاثة رهبان من دير برعيتا ( دَيرًا دبرعدة ا ) الواقع في منطقة المرج، فأقنعوه بالإقلاع عن عزمه ومرافقتهم إلى الدير، والرهبان الثلاثة هم يعقوب من كفر زمار، ويوحنا المشراحي، وحنانيشوع من حدياب ( أربيل )، ورافقهم هرمزد إلى الدير الذي كان يضم آنذاك مئتي راهب، وكان بإدارة الربان سبريشوع الذي أصله من نينوى ( الموصل ).
غادر الربان هرمزد دير برعيتا وعاش في خلوة صارمة ملبياً الدعوة التي أرادها الله له، باذن من رؤسائه في الدير. وأقام في مكان منفرد في كوخ جبلي منقطعاً إلى الصوم والصلاة، والتأمل، والتقشف، والتقى يوماً راهباً اسمه إبراهيم وأصله من دير بيت عابي، وقد تحدث هذا الراهب إلى الربان هرمزد عن ديره، فبعث في نفسه الرغبة لزيارة هذا الدير والاطلاع على نمط حياة رهبانه، فقصداه معاً ومكثا فيه ثلاثة أشهر. ثم انطلقا منه إلى دير الرأس ( دَيرا درشًا )، أو دير مار إبراهيم في جبل مقلوب حيث الربان يوزادق ورهبانه، وهم يوحنا الفارسي، والأنبا دونا، وايشوع، وشمعون، وعاش هناك جميعهم في حياة نسك وزهد مثالية.
واثر جفاف النبع الذي منه كان يشرب الاخوة الرهبان تفرقوا إلى أماكن شتى. فقصد يوزادق مع دونا وشمعون جبال قردو، وقصد هرمزد وإبراهيم جبال بيت عذري، ومكث ايشوع ويوحنا في الموضع نفسه.
سار الربان هرمزد والربان إبراهيم إلى موضع في جبل بيت عذري شرقي قرية ألقوش ، وأقاما بجوار كهف فيه ينبوع ماء يتحلب من الصخور، وقد عرف هذا النبع فيما بعد بعين القديس ( عَينًا دقَديٌشًا ). واتخذ كل منهما مغارة بجوار العين، غير ان إبراهيم لم يمكث هناك سوى ثلاثة أيام، انتقل بعدها إلى شمال شرقي ( باطنايا ) حيث ابتنى له ديراً وهو الدير المعروف اليوم بدير مار اوراها.
اما الربان هرمزد فمكث في الجبل. فتقاطر إليه اهالي القرى القريبة من القوش فرحين مستبشرين، ووعدوه انهم على استعداد أن يقدموا له يد المعونة متى ما شاء، وممن ساعدوا الربان هرمزد أيضاً أمير الموصل عقبة أو عتبة بن فرقد السلمي الذي تولى الموصل سنة ( 637 م )، والذي شفي ابنه شيبين على يد الربان هرمزد فساعده على بناء الدير حوالي عام 640م، ويذكر الكاتب كوركيس عواد ورود ذكر لعتبة بن فرقد في قصدية باللغة الكلدانية في تاريخ الأديرة الشهيرة كتبها ايشوعياب الأربلي المعروف بابن المقدم (أواسط القرن الخامس عشر الميلادي): أن عَتَبَة امير الموصل شيَّد للربان هرمزد ديراً بقرب صومعته في الجبل واوقف له ارجاءاً واملاكاً واراضي واسعة لتقوم بسد احتياجاته 
ويروي أن خمسين شخصاً من مدرسة ايث الاها( ايٌةٌ إلى ا ) في نوهدرا ( نوى درا ) دهوك الحالية) قصدوا الربان هرمزد وانضموا إليه ليعيشوا حياة نسك جماعية، وسرعان ما ابتنوا لهم كنيسة، فكانت نشأة دير الربان هرمزد، وقد ساعد في تشييد الدير أهالي القرى المجاورة لالقوش. وتوسع الدير وبلغ عدد الرهبان فيه في فترة قصيرة مائة وعشرة رهبان، ويمكننا اعتبار فترة تأسيس الدير السنوات ما بين ( 628 – 647 م ). أي في عهد الجاثليق ايشوعياب الثاني الجدالي.
وبعد حياة طويلة توفي الربان هرمزد وعمره سبع وثمانون سنة. قضى منها عشرين سنة في البيت والمدرسة، وتسعا وثلاثين سنة في دير الربان برعيتا، وستا في دير الرأس، واثنتين وعشرين سنة في ديره، ودفن في كنيسة الدير باجلال عظيم، ولا يزال قبره قائماً حتى اليوم في قبر الشهداء، أو القديسين، ويحتفل بذكراه في الاثنين الثالث بعد عيد القيامة، كما يخصص الأول من أيلول لذكراه أيضاً. وتكرمه الكنيسة الكلدانية الكاثوليكية بذكرى له .

## معرض صور

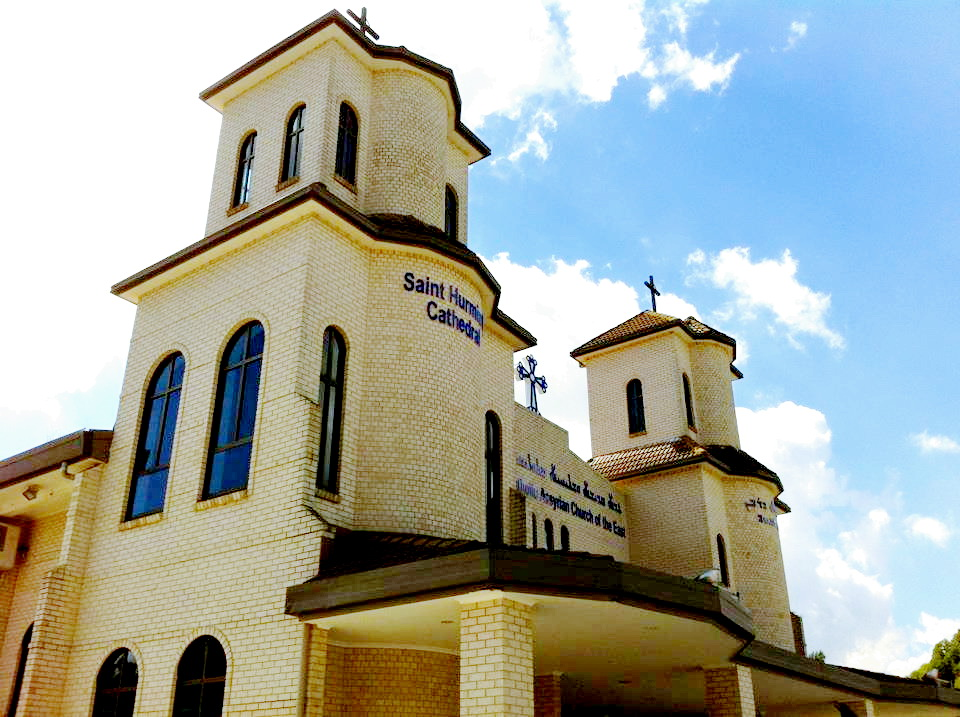
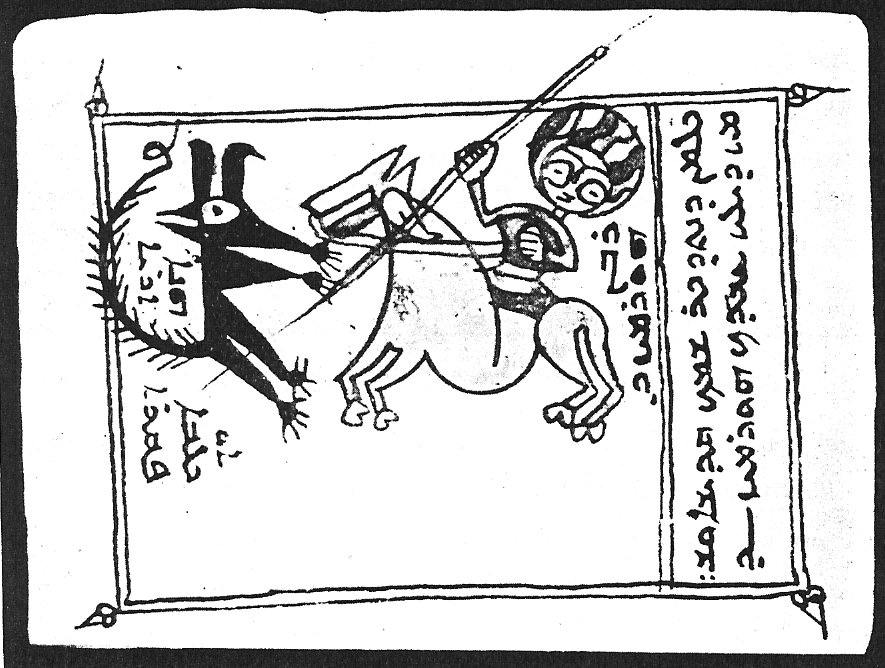
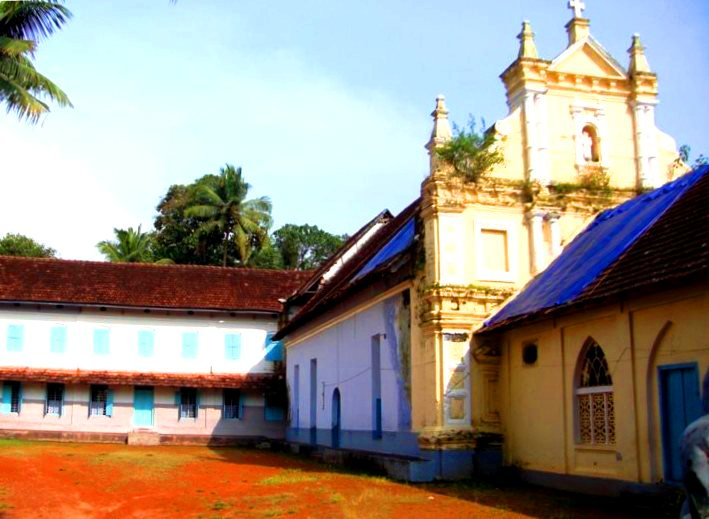